# Polycentropus vigilatrix
Polycentropus vigilatrix là một loài Trichoptera trong họ Polycentropodidae. Chúng phân bố ở miền Tân bắc.